# Tadeusz Baird
Tadeusz Baird (Grodzisk Mazowiecki, 26 luglio 1928 – Varsavia, 2 settembre 1981) è stato un compositore polacco, è tra i fondatori del Gruppo 49.

## Biografia
Compiuti gli studi musicali a Varsavia, nel 1956 fondò con Jan Krenz e Kazimierz Serocki il Gruppo 49. Dall'iniziale stile classicheggiante, passò alla sperimentazione della dodecafonia e alla aleatorietà, realizzando opere di intenso lirismo. Tra le sue opere: 4 saggi per orchestra (1958; premio UNESCO del 1959, il primo della serie di riconoscimenti internazionali) nonché il dramma musicale Jutro (Domani, 1965).

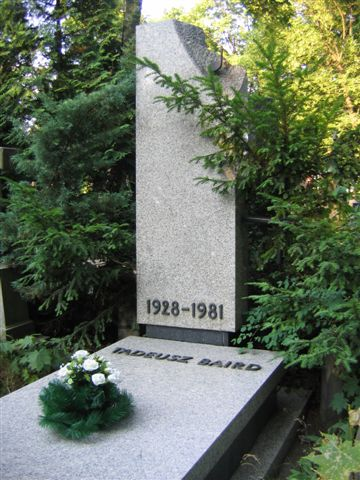
la tomba di Baird